# Fistulina africana
Fistulina africana är en svampart som beskrevs av Van der Byl 1928. Fistulina africana ingår i släktet Fistulina och familjen Fistulinaceae.   Inga underarter finns listade i Catalogue of Life.